# Federazione Sport Sordi Italia
La Federazione Sport Sordi Italia (FSSI), è una Federazione riconosciuta dal Comitato Italiano Paralimpico e composta da 44 discipline per un movimento che coinvolge più di 3000 tesserati tra atleti, tecnici, dirigenti e assistenti.

## Storia
Venne fondata a Roma nel 1929 sotto il nome di Comitato Sport Silenzioso d'Italia che cambiò nome nel 1949 all'interno dell'allora Ente Nazionale Sordomuti, su un'idea di Emidio Piacenza. Ed è affiliata a due organizzazioni internazionali della cultura sorda l'ICSD e l'EDSO, dal 2006 è entrata a far parte alla federazione sportiva paralimpica nel Comitato Italiano Paralimpico.

## Struttura

### Presidenti federali
- Emidio Pacenza (1929 - 1949)
- Francesco Rubino (1949 - 1953)
- Vittorio Ieralla (1953 - 1959)
- Francesco Rubino (1959 - 1977)
- Furio Bonora (1977 - 1987)
- Marzio Zanatta (1987 - 1989)
- Armando Giuranna (1989 - 1990)
- Manlio Marcioni (1990 - 1992)
- Mario Pescante (ad interim; 1993)
- Renzo Corti (1993 - 2002)
- Daniela Mazzocco (2002 - 2013)
- Felice Pulici (commissario straordinario; 2013)
- Guido Zanecchia (2013 - in carica)

### Segretari federali
- Felice Pulici (? - 2013)
- Fabio Gelsomini (2013 - in carica)

### Delegati regionali
- Abruzzo: Giuseppe Petrucci
- Basilicata: Rocco Conte
- Calabria: Francesco Scalisce
- Campania: Camillo Galluccio
- Emilia-Romagna: Francesco Grasso
- Friuli Venezia Giulia: Andrea Lisjak
- Lazio: Rosario De Caro
- Lombardia: Dario Pignataro
- Liguria: Giovanni Zampelli
- Marche: Eleonora Scarsciotti
- Molise: Lorena Ziccardi
- Piemonte: Alessandro Rossi
- Puglia: Luca De Giorgi
- Sardegna: Marta Zuddas
- Sicilia: Tommaso Butera
- Toscana: Grazia D'Agata
- Trentino-Alto Adige: Brunella Grigolli
- Umbria: Massimo Bonifazi
- Valle d'Aosta: vacante
- Veneto: Calogera Mendolia

## Discipline sportive
Nello sport dei sordi vi sono dei campionati e diversi sport che sono adatti alle persone sorde, come il calcio a 11 o il calcio a 5, il tennis, il nuoto, la pallanuoto. Vi sono numerose squadre che partecipano a vari campionati in base ai regolamenti del FSSI e delle federazioni di sport. Partecipano anche ai campionati regionali insieme con gli udenti a livello regionale o provinciale, come la squadra di calcio a 5 la DeafSPQR, sia a livello dilettantisco sia a quello semi-professionale.

### Regole
Le regole sono simili in tutte le discipline tranne per la differenza dell'utilizzo delle bandierine al posto del fischietto dell'arbitro, ed anche il divieto sul campo dell'uso delle protesi acustiche o dell'impianto cocleare.

### Elenco degli sport
- Atletica leggera per sordi
- Bocce per sordi
- Bowling per sordi
- Calcio a 11 per sordi
- Calcio a 5 per sordi
- Calcio balilla per sordi
- Ciclismo per sordi
- Hockey per sordi
- Pallacanestro per sordi
- Pallamano per sordi
- Pallavolo per sordi
- Mountain bike per sordi
- Tennis tavolo per sordi
- Tennis per sordi
- Vela per sordi
- Beach tennis per sordi

## Campionati

### Calcio a 11

#### Campionato italiano di calcio a 11
Albo d'oro
| Anno | Campione       | Secondo        | Note    |
| ---- | -------------- | -------------- | ------- |
| 2013 | SSS Milano     | ASD GSS Torino | [ 4 ]   |
| 2014 | ASD GSS Torino | SSS Milano     | [ 5 ]   |
| 2015 | ASD GSS Torino | ASD SSS Siena  | [ 6 ]   |
| 2016 | ASD GSS Torino | ASD SSS Siena  | [ 7 ]   |
| 2017 | ASD GSS Torino | GS ENS Varese  | [ 8 ]   |
| 2018 | ASD GSS Torino | GS ENS Varese  | [ 9 ]   |
| 2019 | ASD DeafSPQR   | ASD GSS Torino | [ 10 ]  |
| 2020 |                |                | Sospeso |
| 2021 |                |                | Sospeso |
| 2022 | ASD DeafSPQR   |                |         |
| 2023 |                |                |         |

#### Campionato europeo di calcio a 11 maschile
| N° edizione | Anno | Luogo              | Campione |
| ----------- | ---- | ------------------ | -------- |
| 9°          | 2019 | Grecia (Heraklion) | Ucraina  |

#### Edizioni del campionato mondiale di calcio per sordi
| N° edizione | Anno | Luogo                        | Campione |
| ----------- | ---- | ---------------------------- | -------- |
| ??          | 2018 | Germania (Monaco di Baviera) | Italia   |

### Calcio a 5

#### Campionato italiano di calcio a 5 maschile
Albo d'oro
| Anno      | Campione                      |
| --------- | ----------------------------- |
| 1987/1988 | ASD GS ENS Siena              |
| 1988/1989 | ASD GS ENS Palermo            |
| 1989/1990 | ASD GS ENS Palermo            |
| 1990/1991 | ASD Polisportiva Sordi Romana |
| 1991/1992 | ASD Polisportiva Sordi Romana |
| 1992/1993 | ASD GSS Torino                |
| 1993/1994 | ASD GSS Torino                |
| 1994/1995 | ASD GS ENS Bologna            |
| 1995/1996 | ASD GSS Torrens               |
| 1996/1997 | ASD GS ENS Bari               |
| 1997/1998 | ASD GSC Comitti Roma          |
| 1998/1999 | ASD GSC Comitti Roma          |
| 1999/2000 | ASD GSC Comitti Roma          |
| 2000/2001 | ASD Patavium                  |
| 2001/2002 | ASD Patavium                  |
| 2002/2003 | ASD GS ENS Modena             |
| 2003/2004 | ASD GS ENS Ferrara            |
| 2004/2005 | ASD GS ENS Modena             |
| 2005/2006 | ASD GS ENS Modena             |
| 2006/2007 | ASD Rende Cosenza             |
| 2007/2008 | ASD GS ENS Reggio Emilia      |
| 2008/2009 | ASD Teate 88 ENS Chieti       |
| 2009/2010 | ASD Teate 88 ENS Chieti       |
| 2010/2011 | ASD Real Non Solo             |
| 2011/2012 | ASD Unione Torinesi           |
| 2012/2013 | ASD Real e Non Solo           |
| 2013/2014 | ASD Unione Sordi Torinesi     |
| 2014/2015 | ASD Spartak Zena              |
| 2015/2016 | ASD Real e Non Solo           |
| 2016/2017 | ASD Real e Non Solo           |
| 2017/2018 | ASD Real e Non Solo           |
| 2018/2019 | ASD Real e Non Solo           |
| 2019/2020 | Sospeso                       |

#### Campionato italiano di calcio a 5 femminile
| Anno | Campione                                |
| ---- | --------------------------------------- |
| 1994 | ASD UNIONE SPORTIVA FIRENZE             |
| 1995 | ASD GS ENS MESSINA                      |
| 1996 | ASD UNIONE SPORTIVA FIRENZE             |
| 1997 | ASD UNIONE SPORTIVA FIRENZE             |
| 1998 | ASD UNIONE SPORTIVA FIRENZE             |
| 1999 | ASD UNIONE SPORTIVA FIRENZE             |
| 2000 | ASD UNIONE SPORTIVA FIRENZE             |
| 2001 | ASD UNIONE SPORTIVA FIRENZE             |
| 2002 | ASD UNIONE SPORTIVA FIRENZE             |
| 2003 | ASD PAVONI BRESCIA                      |
| 2004 | ASD PAVONI BRESCIA                      |
| 2005 | ASD UNIONE SPORTIVA FIRENZE             |
| 2006 | ASD UNIONE SPORTIVA FIRENZE             |
| 2007 | ASD GS SILENZIOSI REGGIO EMILIA         |
| 2008 | ASD CLUB SPORTIVO SILENZIOSO GENOVA     |
| 2009 | ASD GRUPPO SPORTIVO SILENZIOSI PALERMO  |
| 2010 | ASD GRUPPO SPORTIVO SILENZIOSI PALERMO  |
| 2011 | ASDP BARIUM BARI                        |
| 2012 | ASD GRUPPO SPORTIVO SILENZIOSI MODENA   |
| 2013 | ASD GRUPPO SPORTIVO SILENZIOSI MODENA   |
| 2014 | ASD SOCIETA' SPORTIVA SILENZIOSA MILANO |
| 2015 | ASD SOCIETA' SPORTIVA SILENZIOSA MILANO |
| 2016 | ASD SOCIETA' SPORTIVA SILENZIOSA MILANO |
| 2017 | ASD UNIONE SPORTIVA SILENZIOSO BERGAMO  |
| 2018 | ASD SORDAPICENA                         |
| 2019 | ASD CLUB SPORTIVO SILENZIOSO GENOVA     |
| 2020 | Sospeso per la pandemia di COVID-19     |

#### Edizioni del campionato mondiale di calcio a 5 per sordi maschile
| N° edizione | Anno | Luogo                 | Campione |
| ----------- | ---- | --------------------- | -------- |
| 1°          | 1996 | Paesi Bassi           | Belgio   |
| 2°          | 2007 | Bulgaria              | Ucraina  |
| 3°          | 2011 | Svezia                | Iran     |
| 4°          | 2015 | Thailandia            | Iran     |
| 5°          | 2019 | Svizzera (Winterthur) | Spagna   |
| 6°          | 2023 | ??                    | ??       |

### Pallacanestro
| Anno      | Società          |
| --------- | ---------------- |
| 2019/2020 | ASD Sordi Pesaro |

### Pallamano
| Anno      | Società          |
| --------- | ---------------- |
| 2018/2019 | ASD Sordi Citanò |
| 2019/2020 | ASD ??           |

### Pallavolo

#### Campionato italiano di pallavolo maschile
| Anno      | Società            |
| --------- | ------------------ |
| 2016/2017 | ASD Pavoni Brescia |
| 2017/2018 | ASD ??             |
| 2018/2019 | ASD ??             |
| 2019/2020 | ASD ??             |

#### Campionato italiano di pallavolo femminile
| Anno      | Società            |
| --------- | ------------------ |
| 2016/2017 | ASD Pavoni Brescia |
| 2017/2018 | ASD ??             |
| 2018/2019 | ASD ??             |
| 2019/2020 | ASD ??             |